# Castrul roman de la Ocna Sibiului
Castrul roman de la Ocna Sibiului este localizat pe drumul spre localitatea Topârcea , pe Dealul Sfântul Gheorghe . 
Castrul are formă dreptunghiulară având turnuri cilindrice în cele patru colțuri.
În perimetrul castrului a fost descoperită o pivniță conținând vase de ceramică și monede romane - piese ce au fost ridicate de către preotul romano-catolic Bekk Endrei.
Castrul a servit ca depozit de sare. Pe ruinele castrului s-a ridicat un schit catolic căruia localnicii îi spuneau „schitul din Dealul Papistașilor”.